# 约翰·P·怀特
约翰·P·怀特（1937年2月27日—2017年9月3日）是一位大学教授和政治人物，1995至1997年担任第25任美国国防部副部长。

## 外部連結
- Harvard Faculty Profile
- C-SPAN內的頁面（英文）